# Joris De Leeuw
Joris De Leeuw (Antwerpen, 19 september 1909 - 15 december 2001) was een Belgisch militair die een rol speelde in de taalstrijd. 
Op 3 mei 1929 riep Herman Vos, volksvertegenwoordiger en hoofdredacteur van De Schelde, op om een beweging op te zetten om voortaan alle Vlaamse dienstplichtigen openlijk in het Frans gegeven bevelen te laten weigeren. Begin 1930 deelde Joris De Leeuw, lid van de Vlaamse Wacht, aan Vos mee dat hij hieraan in zijn eentje gevolg zou geven. Op 28 maart 1930 schreef De Leeuw een brief aan de minister van landsverdediging om hem te laten weten dat hij Franstalige bevelen niet zou opvolgen en op 31 maart nam hij dienst. 
De Schelde bracht de kwestie in de publiciteit en andere Vlaamse bladen, waaronder De Standaard, Vooruit en Het Laatste Nieuws, volgden. 
Vos vroeg een interpellatie bij hoogdringendheid aan, en deze werd aangenomen. Intussen moest De Leeuw op 6 mei 1930 voor de krijgsraad in Luik verschijnen en kreeg drie en een halve maand gevangenisstraf. Nog dezelfde dag interpelleerde Vos, die werd bijgestaan door de socialisten Willem Eekelers, August Balthazar en Jules Mathieu (deze was overigens Waal). Dit veroorzaakte nationaal veel commotie en er werden meetings en demonstraties georganiseerd. Het uiteindelijke resultaat was dat ook het Nederlands als commandotaal in het leger werd ingevoerd. Joris De Leeuw zou zijn verdere diensttijd zonder incidenten uitdienen.
Er werd door het Vlaams Nationaal Jeugdverbond een boek over hem geschreven: Er was eens een Joris De Leeuw in het Belgisch leger.